# Mestre
Mestre, do latim magister, é um título universitário de segundo ciclo concedido por universidades após a conclusão de um ciclo de estudo que demonstre uma visão geral de um campo específico de estudo na ciência. Um mestrado normalmente requer estudo prévio no nível da graduação, seja como grau separado ou como parte de um curso integrado. Dentro da área estudada, espera-se que os mestres possuam conhecimento avançado de uma base especializada de tópicos teóricos e aplicados; habilidades de alta ordem e análise, avaliação crítica e aplicação profissional; e a capacidade de resolver problemas complexos pensando de forma rigorosa e independente.